# Jurijs Popkovs
Jurijs Popkovs (en russe : Юрий Попков), né le 6 juillet 1962 à Kiev en Ukraine, est un footballeur international letton, devenu entraîneur à l'issue de sa carrière, qui évoluait au poste de milieu de terrain.

## Biographie

### Carrière internationale
Jurijs Popkovs compte 18 sélections et un but avec l'équipe de Lettonie entre 1992 et 1994. 
Il est convoqué pour la première fois par le sélectionneur national Jānis Gilis pour un match amical contre la Roumanie le 8 avril 1992 (défaite 2-0). Par la suite, le 12 juillet 1992, il inscrit son seul but en sélection contre la Lituanie, lors d'un match de la Coupe baltique 1992 (défaite 3-2). Il reçoit sa dernière sélection le 31 juillet 1994 contre la Lituanie (défaite 1-0).

## Statistiques

### En club
| Saison                | Club                  | Championnat           | Championnat | Championnat | Coupe(s) nationale(s) | Coupe(s) nationale(s) | Total | Total |
| Saison                | Club                  | Division              | M.          | B.          | M.                    | B.                    | M.    | B.    |
| 1981                  | Dinamo Minsk          | D1                    | 1           | 0           | 3                     | 0                     | 4     | 0     |
| 1982                  | Dinamo Minsk          | D1                    | -           | -           | -                     | -                     | 0     | 0     |
| 1983                  | Dinamo Minsk          | D1                    | -           | -           | -                     | -                     | 0     | 0     |
| Sous-total            | Sous-total            | Sous-total            | 1           | 0           | 3                     | 0                     | 4     | 0     |
| 1984                  | Daugava Riga          | D2                    | 39          | 3           | 1                     | 0                     | 40    | 3     |
| 1985                  | Daugava Riga          | D2                    | 48          | 5           | 4                     | 0                     | 52    | 5     |
| 1986                  | Daugava Riga          | D2                    | 46          | 4           | 5                     | 0                     | 51    | 4     |
| 1987                  | Daugava Riga          | D2                    | 37          | 2           | 4                     | 0                     | 41    | 2     |
| 1988                  | Daugava Riga          | D2                    | 28          | 4           | 1                     | 0                     | 29    | 4     |
| 1989                  | Daugava Riga          | D2                    | 40          | 5           | 1                     | 0                     | 41    | 5     |
| 1990                  | Daugava Riga          | D3                    | 39          | 7           | -                     | -                     | 39    | 7     |
| Sous-total            | Sous-total            | Sous-total            | 277         | 30          | 16                    | 0                     | 293   | 30    |
| 1991                  | Pārdaugava Riga       | D1                    | 39          | 6           | -                     | -                     | 39    | 6     |
| 1992                  | Daugava-Kompar Riga   | D1                    | 22          | 6           | -                     | -                     | 22    | 6     |
| 1993                  | VIF Gute              | D3                    | 19          | 7           | -                     | -                     | 19    | 7     |
| 1994                  | VIF Gute              | D2                    | 23          | 3           | -                     | -                     | 23    | 3     |
| 1995                  | Amstrig Riga          | D1                    | 16          | 5           | -                     | -                     | 16    | 5     |
| 1996                  | Daugava Riga          | D1                    | 7           | 0           | -                     | -                     | 7     | 0     |
| Sous-total            | Sous-total            | Sous-total            | 126         | 27          | -                     | -                     | 126   | 27    |
| Total sur la carrière | Total sur la carrière | Total sur la carrière | 404         | 57          | 19                    | 0                     | 423   | 57    |

### Buts en sélection
Le tableau suivant liste les résultats de tous les buts inscrits par Jurijs Popkovs avec l'équipe de Lettonie.
| But | Date            | Stade, ville, pays               | Adversaire | Résultat | Match, compétition  |
| --- | --------------- | -------------------------------- | ---------- | -------- | ------------------- |
| 1er | 12 juillet 1992 | Stade Daugava, Liepāja, Lettonie | Lituanie   | D 2-3    | Coupe baltique 1992 |

## Palmarès

### En tant que joueur
- Avec le VIF Gute
  - Champion de Suède de D3 (D2 Östra Svealand) en 1993

### En tant qu'entraîneur
- Avec le FK Jūrmala
  - Champion de Lettonie de D2 en 2003